# 三亚碲酸铪
三亚碲酸铪是一种无机化合物，化学式为HfTe3O8。它可由二氧化铪和二氧化碲在高温反应制得：
HfO2 + 3TeO2 → HfTe3O8
其单晶可由二氧化铪和二氧化碲在适量氢氟酸存在下在水热条件（230 °C）下得到。
五碲化铪（HfTe5）在高温加热，会氧化为三亚碲酸铪。